# 브룩카로스피그미바위쥐
브룩카로스피그미바위쥐(Petromyscus monticularis)는 붉은숲쥐과에 속하는 설치류의 일종이다. 나미비아와 남아프리카공화국에서 발견된다. 자연 서식지는 아열대 또는 열대 기후 지역의 건조 관목 지대이다.